# Phalangodinella
Phalangodinella is een geslacht van hooiwagens uit de familie Zalmoxioidae.
De wetenschappelijke naam Phalangodinella is voor het eerst geldig gepubliceerd door Caporiacco in 1951. 

## Soorten
Phalangodinella omvat de volgende 13 soorten:
- Phalangodinella araguitensis
- Phalangodinella arida
- Phalangodinella bicalcanei
- Phalangodinella calcanei
- Phalangodinella callositas
- Phalangodinella caporiaccoi
- Phalangodinella coffeicola
- Phalangodinella longipes
- Phalangodinella pilosa
- Phalangodinella pittieri
- Phalangodinella roeweri
- Phalangodinella santaeroseae
- Phalangodinella tropophyla